# Louis d'Estouteville
Louis d'Estouteville (Estouteville-Écalles, 1400 – Mont-Saint-Michel, 21 agosto 1464) è stato un militare e nobile francese, capitano di Mont-Saint-Michel e Gran Siniscalco di Normandia dal 1460 al 1464.

## Biografia
Nato dalla nobile famiglia normanna degli Estouteville, Louis ricevette il suo nome in omaggio al nonno materno Luigi I di Borbone.

### La difesa di Mont Saint-Michel
Il 2 settembre 1424 fu nominato capitano di Mont-Saint-Michel succedendo a Jean de Dunois, conte di Mortain, il quale vi era stato per nove anni. Nel 1418, strappò dei castelli nella regione del Cotentin - nelle località di Chanteloup-les-Vignes, Moyon, Hambye e Bricquebec - contro gli invasori del re d'Inghilterra Enrico V, durante la guerra dei cent'anni.
Pur non avendo al tempo nessun interesse strategico, il Mont-Saint-Michel era comunque diventato, dal 1423, il maggiore simbolo della resistenza alle forze di occupazione inglesi.
Non appena divenne capitano, Louis cercò di adottare delle misure saggie e prudenti; infatti, se la città fosse stata conquistata, la conservazione degli edifici fortificati che costituivano la cittadella e il mastio sarebbe stata compromessa, per cui egli ne vietò rigorosamente l'ingresso con un editto del 17 novembre 1424.
Le donne e i bambini, che affollavano inutilmente il monastero ogni volta che il nemico attaccava, furono allontanati dalla cittadina; nello stesso periodo, Louis ordinò anche il trasferimento dei prigionieri di guerra.
Al contempo la guarnigione di Tombelaine, la cui forza era aumentata considerevolmente nel corso del 1425, stava diventando una minaccia sempre maggiore; quando il mare si ritirava, i nemici scendevano sulla riva e compivano le loro escursioni fin sotto i bastioni di Mont Saint-Michel.
Louis d'Estouteville pensò di offrire agli inglesi una sanguinosa lezione di prudenza.

#### La vittoria di novembre 1425
Nei primi giorni di novembre 1425 gli invasori, approfittando del bel tempo, si radunarono in gran numero sulla spiaggia, pensando di rilassarsi.
I Normanni riuscirono ad attirare gli inglesi, forti della loro superiorità numerica, verso il monastero. Ad un segnale prestabilito, tutte le forze dei Montois si scagliarono contro i nemici cogliendoli di sorpresa. Molti caddero sul campo di battaglia, mentre i sopravvissuti furono catturati e fatti prigionieri dai Normanni.
La vittoria suscitò un grande entusiasmo nel monastero. I monaci, grati per la protezione divina che attribuivano al loro successo, decisero di dare in pegno al Ducato di Bretagna tutti gli oggetti preziosi che custodivano per motivi sacri, come croci, calici, piviali e mitrie. Con i fondi ottenuti, investirono nella costruzione di nuove fortificazioni per rafforzare le difese del monastero.
Furono eretti torri e semilune, con parapetti e caditoie nei punti strategici indicati dall'esperienza del recente attacco. Inoltre, vennero costruiti una porta con saracinesca e un ponte levatoio, insieme a un'abitazione sovrastante. Questi miglioramenti difensivi furono cruciali per la sicurezza del monastero contro future incursioni.
L'efficacia della strategia normanna e la capacità di Louis d'Estouteville di utilizzare la sorpresa furono presi ad esempio per il suo alto ingegno e le sue capacità combattive.

#### La resistenza di giugno 1434
Nel giugno 1434, Louis si trovò nuovamente a dover difendere Mont Saint-Michel da un attacco inglese: alla guida di centodiciotto cavalieri, si trovò ad organizzare la resistenza contro un esercito di ventimila uomini.
Gli inglesi, dotati di una formidabile batteria di artiglieria posizionata sulle rive, iniziarono l'assalto con un intenso bombardamento. Tentarono di sfruttare le brecce create per penetrare tra le macerie, ma furono accolti da una feroce resistenza normanna. Si scatenò una battaglia intensa, in cui le frecce e le pietre iniziali furono presto sostituite da asce da battaglia, spade e lance.
Gli inglesi, nonostante l'enorme superiorità numerica, furono sopraffatti dall'eroica difesa dei cavalieri. Trascinati dall'esaltazione della vittoria, i Normanni inseguirono gli attaccanti perfino sulle coste, infliggendo loro pesanti perdite.
Alla fine dello scontro, gli inglesi subirono circa duemila morti e la loro artiglieria, composta da enormi pezzi di ferro saldati insieme, fu interamente catturata.
Scoraggiati dalla sconfitta decisiva, gli inglesi abbandonarono l'assedio trentennale e si limitarono a presidiare le vicine guarnigioni di Tombelaine.

### Il governo della Normandia
Dopo la vittoria di Mont Saint-Michel, Louis d'Estouteville continuò a conseguire importanti successi militari. Conquistò la roccaforte di Avranches sorprendendo la guarnigione inglese e prendendola prigioniera; la città rimase sotto controllo francese fino alla fine della guerra.
Importanti successi militari furono raggiunti anche con la presa di Tombelaine, Granville e Saint-James, consolidando ulteriormente il controllo francese nella regione.
Egli divenne in seguito Gran Siniscalco di Normandia, affermandosi rapidamente come uno degli uomini più potenti di Francia.
Nel 1442 detenne l'incarico di Grand bouteiller de France.

## Discendenza
Sposò l'aristocratica Jeanne Paynel, signora di Moyon, discendente dai Valois per parte materna.
Ebbero due figli:
- Michel († 1469), signore di Estouteville, Valmont e Hotot, sposato il 9 febbraio 1448 con Marie de La Roche-Guyon († 1498);
- Jean († aprile 1476), signore di Bricquebec, di Gaure, Hambye e Gacé, capitano di Mont-Saint-Michel.

## Ascendenza
|                              |                       |                              | Genitori                   |  |  | Nonni |  |  | Bisnonni                     |  |  | Trisnonni                    |  |
|                              |                       |                              |                            |  |  |       |  |  | 8. Nicolas II d'Estouteville |  |  | 16. Robert VI d'Estouteville |  |
|                              |                       |                              |                            |  |  |       |  |  | 8. Nicolas II d'Estouteville |  |  | 16. Robert VI d'Estouteville |  |
|                              |                       | 17. Marguerite d'Hotot       |                            |  |  |       |  |  | 8. Nicolas II d'Estouteville |  |  |                              |  |
| 4. Robert VII d'Estouteville |                       |                              |                            |  |  |       |  |  | 8. Nicolas II d'Estouteville |  |  |                              |  |
|                              |                       | 9. Jeanne de La Tournelle    | 18. Robert de La Tournelle |  |  |       |  |  |                              |  |  |                              |  |
|                              |                       | 9. Jeanne de La Tournelle    | 18. Robert de La Tournelle |  |  |       |  |  |                              |  |  |                              |  |
|                              |                       | 9. Jeanne de La Tournelle    | 19. Marie de Ferrières     |  |  |       |  |  |                              |  |  |                              |  |
| 2. Jean II d'Estouteville    |                       | 9. Jeanne de La Tournelle    |                            |  |  |       |  |  |                              |  |  |                              |  |
|                              |                       | 10. Charles I de Montmorency | 20. Jean I de Montmorency  |  |  |       |  |  |                              |  |  |                              |  |
|                              |                       | 10. Charles I de Montmorency | 20. Jean I de Montmorency  |  |  |       |  |  |                              |  |  |                              |  |
|                              |                       | 10. Charles I de Montmorency | 21. Jeanne de Calletot     |  |  |       |  |  |                              |  |  |                              |  |
| 5. Marguerite de Montmorency |                       | 10. Charles I de Montmorency |                            |  |  |       |  |  |                              |  |  |                              |  |
|                              |                       | 11. Jeanne de Roucy          | 22. Jean V de Roucy        |  |  |       |  |  |                              |  |  |                              |  |
|                              |                       | 11. Jeanne de Roucy          | 22. Jean V de Roucy        |  |  |       |  |  |                              |  |  |                              |  |
|                              |                       | 11. Jeanne de Roucy          | 23. Marguerite de Beaumez  |  |  |       |  |  |                              |  |  |                              |  |
| 1. Louis d'Estouteville      |                       | 11. Jeanne de Roucy          |                            |  |  |       |  |  |                              |  |  |                              |  |
|                              | 12. Jean V d'Harcourt | 24. Jean IV d'Harcourt       |                            |  |  |       |  |  |                              |  |  |                              |  |
|                              | 12. Jean V d'Harcourt | 24. Jean IV d'Harcourt       |                            |  |  |       |  |  |                              |  |  |                              |  |
|                              | 12. Jean V d'Harcourt | 25. Isabeau de l'Archevêque  |                            |  |  |       |  |  |                              |  |  |                              |  |
| 6. Jean VI d'Harcourt        | 12. Jean V d'Harcourt |                              |                            |  |  |       |  |  |                              |  |  |                              |  |
|                              |                       | 13. Blanche d'Aumale         | 26. Jean II d'Aumale       |  |  |       |  |  |                              |  |  |                              |  |
|                              |                       | 13. Blanche d'Aumale         | 26. Jean II d'Aumale       |  |  |       |  |  |                              |  |  |                              |  |
|                              |                       | 13. Blanche d'Aumale         | 27. Catherine d'Artois     |  |  |       |  |  |                              |  |  |                              |  |
| 3. Marguerite d'Harcourt     |                       | 13. Blanche d'Aumale         |                            |  |  |       |  |  |                              |  |  |                              |  |
|                              |                       | 14. Pierre I de Bourbon      | 28. Louis I de Bourbon     |  |  |       |  |  |                              |  |  |                              |  |
|                              |                       | 14. Pierre I de Bourbon      | 28. Louis I de Bourbon     |  |  |       |  |  |                              |  |  |                              |  |
|                              |                       | 14. Pierre I de Bourbon      | 29. Marie de Hainaut       |  |  |       |  |  |                              |  |  |                              |  |
| 7. Catherine de Bourbon      |                       | 14. Pierre I de Bourbon      |                            |  |  |       |  |  |                              |  |  |                              |  |
|                              |                       | 15. Isabelle de Valois       | 30. Charles de Valois      |  |  |       |  |  |                              |  |  |                              |  |
|                              |                       | 15. Isabelle de Valois       | 30. Charles de Valois      |  |  |       |  |  |                              |  |  |                              |  |
|                              |                       | 15. Isabelle de Valois       | 31. Mahaut de Châtillon    |  |  |       |  |  |                              |  |  |                              |  |
|                              |                       | 15. Isabelle de Valois       |                            |  |  |       |  |  |                              |  |  |                              |  |